# Paul Grosz
Paul Grosz (n. 18 iulie 1925, Viena – d. 29 august 2009, Viena) a fost timp îndelungat președintele comunității culturale israeliene din Viena.